# 约翰·彼得森
约翰·彼得森（英語：John Peterson，1948年10月22日—），美国男子摔跤运动员。他曾代表美国参加1972年和1976年夏季奥林匹克运动会摔跤比赛，获得一枚金牌和一枚银牌。

## 家庭
弟弟本·彼得森。